# Футбольный матч Польша — ФРГ (1974)
Футбольный матч между сборными командами Польши и ФРГ в рамках чемпионата мира в ФРГ состоялся 3 июля 1974 в городе Франкфурт-на-Майне на стадионе «Вальдштадион» в присутствии 62 тысяч зрителей и при сильном дожде, вследствие чего получил названия Франкфуртский матч на воде (нем. Wasserschlacht von Frankfurt, пол. Mecz na wodzie) и Франкфуртский дождливый матч (нем. Regenschlacht von Frankfurt). Из-за проливного дождя поле перед игрой было затоплено, вследствие чего пожарные отправились откачивать воду с поля. Поскольку поле было в негодном состоянии, матч хотели отменить или провести в другом городе, но график турнира не позволял этого сделать, поэтому матч всё же состоялся (хоть и с 30-минутной задержкой). Он завершился победой сборной ФРГ со счётом 1:0, единственный гол забил Герд Мюллер. Сборная ФРГ вышла в финал, который и выиграла у сборной Нидерландов со счётом 2:1, а сборная Польши завоевала бронзовые медали.

## Перед игрой

### Турнирное положение
Перед матчем турнирное положение группы 2 выглядело так:
| Место | Сборная   | Очки | Разница мячей |
| ----- | --------- | ---- | ------------- |
| 1     | ФРГ       | 4    | 6:2           |
| 2     | Польша    | 4    | 3:1           |
| 3     | Швеция    | 0    | 2:5           |
| 4     | Югославия | 0    | 1:4           |

ФРГ и Польша были единственными претендентами на выход в финал, поскольку обыграли своих предыдущих противников в лице Швеции и Югославии. Победитель матча отправлялся в финал, проигравший боролся за бронзовые медали. Сборная Польши не имела права на осечку, поскольку ничья выводила в финал ФРГ благодаря лучшему соотношению разницы забитых и пропущенных мячей. В 1974 году действовало правило двух очков за победу, вследствие чего у немцев и поляков было по 4 очка после двух побед.

### Погодные условия
Незадолго до начала матча во Франкфурте начался ливневый дождь, из-за чего поле стадиона было затоплено и пришло в негодность. Немецкие пожарные попытались откачать всю воду с поля, а работники стадиона спешно стали подстригать газон и приводить его в нужное для игры состояние, но эта работа затянулась. На экстренном совещании предлагалось перенести игру или попросту отменить её, но плотный график турнира не позволял принять подобное решение. В итоге было решено всё-таки провести матч, но судья встречи, австриец Эрих Линемайр, начал игру после 30-минутной задержки.

## Краткий обзор матча
Матч начался с минуты молчания в память об умершем 1 июля 1974 президенте Аргентины Хуане Пероне. Поскольку поле промокло, а дождь не прекращался даже после начала игры, то играть на мокром поле обеим командам было тяжело. Особенно трудно приходилось полякам, привыкшим к быстрым комбинациям и короткому пасу. Мяч двигался очень медленно и был тяжёлым от воды. Зепп Майер вступал в игру преимущественно в первом тайме: территориальное и игровое преимущество было на стороне поляков, но своими шансами они не воспользовались.
Во втором тайме преимущество перешло к немцам. На 53-й минуте правила нарушил в своей штрафной Ежи Горгонь против Бернда Хёльценбайна, что привело к пенальти в ворота поляков. Однако этот удар в исполнении Ули Хёнесса отразил польский вратарь Ян Томашевский. Тем не менее, давление немцев привело к логичному голу на 76-й минуте, который забил Герд Мюллер. Счёт до конца игры так и не изменился.

## Статистика матча
| Польша   | Польша | ФРГ | ФРГ   |
| · Польша | 3 июля 1974 года, 16:00, Франкфурт-на-Майне Счёт: 0:1 (0:0) Судья: Эрих Линемайр Помощники судьи: Карой Палотаи, Рудольф Шойрер Отчёт о встрече Архивная копия от 12 апреля 2016 на Wayback Machine                                                                                 | 3 июля 1974 года, 16:00, Франкфурт-на-Майне Счёт: 0:1 (0:0) Судья: Эрих Линемайр Помощники судьи: Карой Палотаи, Рудольф Шойрер Отчёт о встрече Архивная копия от 12 апреля 2016 на Wayback Machine                             | · ФРГ |
| · Польша | 2. Ян Томашевский 4. Антоний Шимановский 6. Ежи Горгонь 9. Владислав Жмуда 10. Адам Мусял 12. Казимеж Дейна 13. Хенрик Касперчак (11. Леслав Цьмикевич, 80') 14. Зигмунт Мащик (21. Казимеж Кмецик, 80') 16. Гжегож Лято 18. Роберт Гадоха 19. Ян Домарский Тренер: Казимеж Гурский | 1. Зепп Майер 2. Берти Фогтс 3. Пауль Брайтнер 4. Ханс-Георг Шварценбек 5. Франц Беккенбауэр 16. Райнер Бонхоф 14. Ули Хёнесс 12. Вольфганг Оверат 9. Юрген Грабовски 13. Герд Мюллер 17. Бернд Хёльценбайн Тренер: Хельмут Шён | · ФРГ |
| · Польша | 76′ Герд Мюллер · Нереализованный пенальти: Ули Хёнесс 53' (вратарь) | | · ФРГ |

## После игры
Капитан немцев Франц Беккенбауэр после игры сказал, что если бы матч проходил в нормальных условиях, сборная ФРГ проиграла бы без шансов. В свою очередь, это породило слухи о том, что немцы умышленно не откачали часть воды на одной стороне поля, чтобы досадить полякам. Эти слухи опроверг Гжегож Лято, сказавший, что польская сторона сама выбирала ворота для игры по жребию, к тому же после перерыва команды поменялись воротами.
ФРГ выиграла финал у Нидерландов (2:1) и завоевала второй в истории титул чемпионов мира. Польша же стала бронзовым призёром, дожав Бразилию (1:0) в матче за 3-е место.